# Kodyfikacja wiedzy
Kodyfikacja wiedzy – zebranie w jednolitą, usystematyzowaną i opartą na wspólnych zasadach całość informacji (wiedzy) potrzebnych do funkcjonowania przedsiębiorstwa. Celem kodyfikacji wiedzy jest ułatwienie dostępu do zasobów wiedzy organizacji. Realizuje się to poprzez takie przetworzenie i usystematyzowanie posiadanych informacji aby można je było łatwo odnaleźć, zrozumieć i przyswoić. Dane powinny być zapisane w określonym formacie, a dostęp do nich możliwie prosty dla wszystkich upoważnionych do tego osób.